# Планкова дужина
У физици, Планкова дужина, у ознаци ℓP, је јединица дужине, једнака 1,616252×10-35 метара. Ово је основна јединица у систему Планкових јединица. Планкова дужина може да се дефинише из три фундаменталне физичке константе: брзине светлости у вакууму, Планкове константе, и гравитационе константе.

## Вредност
Планкова дужина се дефинише као:
{\displaystyle \ell _{P}={\sqrt {\frac {\hbar G}{c^{3}}}}\approx 1.616252(81)\times 10^{-35}{\mbox{ m}}}
где је c брзина светлости у вакууму, G је гравитациона константа, а {\displaystyle \hbar } је редукована Планкова константа.
Две цифре у загради су процењена стандардна грешка повезана са добијеном нумеричком вредношћу.

## Физички значај
Физички значај Планкове дужине (ако постоји) још увек није познат. Како је Планкова дужина једина дужина која може да се добије из константи c, G, и ħ, димензиона анализа сугерише да су дужине од посебног значаја у квантној гравитацији вероватно мали умношци Планкове дужине. У неким теоријама или облицима квантне гравитације, ово је скала дужине на којој структуром просторвремена почињу да доминирају квантни ефекти, што јој даје дискретну или пенасту структуру, али друге теорије квантне гравитације не предвиђају такве ефекте. Ако постоје велике екстра димензије, измерена снага гравитације би могла да буде много мања од њене праве вредности. У овом случају Планкова дужина не би имала физички значај, а квантно гравитациони ефекти би се јављали на много већим величинама. Због врло малих димензија Планкове дужине (око 1020 пута мања од пречника протона) нема наде да ће бити могуће директно посматрање ових величина у скоријој будућности.
Планкова површина, једнака квадрату Планкове дужине, има јаснију улогу у квантној гравитацији. Познато је да је ентропија црне рупе дата као {\displaystyle A/4\ell _{P}^{2}} где је A површина хоризонта догађаја.